# جايسون فين
جايسون فين (بالإنجليزية: Jason Finn)‏ هو طبال أمريكي، ولد في 27 أكتوبر 1967 في سياتل في الولايات المتحدة.

## وصلات خارجية
- جايسون فين على موقع IMDb (الإنجليزية)
- جايسون فين على موقع ميوزك برينز (الإنجليزية)
- جايسون فين على موقع أول ميوزيك (الإنجليزية)
- جايسون فين على موقع ديسكوغز (الإنجليزية)